# Leo Schieder
Leo Schieder (* 16. Juli 1909 in Nürnberg; † 3. Februar 1956 in Schlamau, Landkreis Zauch-Belzig) war ein deutscher kommunistischer Politiker.

## Leben
Der Kaufmann Schieder trat 1930 der Kommunistischen Partei Deutschlands (KPD) bei. Nach der „Machtergreifung“ der Nationalsozialisten 1933 wurde er wegen Hochverrats in einem Sondergerichtsverfahren zu zehn Monaten Haft verurteilt und anschließend unter Polizeiaufsicht gestellt. Bis 1936 als Verkäufer tätig, arbeitete er zwischen 1937 und 1945 als Versandleiter einer Türenfabrik in Andernach. 1942/1943 wurde er zum Kriegsdienst eingezogen.
Nach Ende des Zweiten Weltkrieges wurde Schieder 1945 Kreisvorsitzender der KPD in Mayen. Ab 1946 war er bei der französischen Militärregierung beschäftigt. Im selben Jahr wurde er zum Zweiten Sekretär der KPD Rheinland-Hessen-Nassau gewählt. Zudem wurde er Stadtratsmitglied in Andernach sowie Mitglied der Kreisversammlung Mayen. 1946/1947 war er Mitglied der Beratenden Landesversammlung Rheinland-Pfalz, von 1947 bis 1951 Mitglied des Rheinland-Pfälzischen Landtages.
Ab 1947 war er Mitglied des Landesvorstandes Rheinland-Pfalz und Bezirksvorsitzender in Koblenz sowie ab 1948 Mitglied des Landessekretariats der KPD. Von Oktober 1952 bis Februar 1954 war Schieder verantwortlicher Redakteur der KPD-Zeitung Unser Tag.
Schieder war verheiratet mit Martha Schieder (geb. Weinländer), der Vorsitzenden des Demokratischen Frauenbundes Deutschlands in Andernach sowie im Kreis Mayen.